# JAMMA
Cet article possède un paronyme, voir JAMA.
Cet article concerne Jamma, la norme de connexion. Pour l'association, voir Japan Amusement Machinery Manufacturers Association. Pour son successeur, voir JVS.
 (octobre 2019).
Si vous disposez d'ouvrages ou d'articles de référence ou si vous connaissez des sites web de qualité traitant du thème abordé ici, merci de compléter l'article en donnant les références utiles à sa vérifiabilité et en les liant à la section « Notes et références ».
[[JAMMA Video Standard|Suivant]]
JAMMA, acronyme signifiant Japan Amusement Machinery Manufacturers Association, est une norme de connexion utilisée pour brancher les systèmes et les bornes d'arcade entre eux. JAMMA désigne un connecteur.

## Description
Ce standard a été introduit au milieu des années 1980 et durant les années 1990, la plupart des nouveaux jeux sortiront au format JAMMA. Cette standardisation a été mise en place par Japan Amusement Machinery Manufacturers Association. Grâce à ce standard, une borne pouvait accueillir différents jeux, ce qui était rarement le cas auparavant, du fait des nombreuses différences entre les connectiques existantes. L'intérêt fut principalement économique, pour cette association d'entreprises japonaises. Le jamma permettait d'interchanger les cartes d'arcade sans avoir à changer la borne, ce qui réduisait les coûts de production.
Cette standardisation a permis aux sociétés japonaises d'inonder la planète de leurs produits et ainsi de prospérer, le JAMMA devenant LA norme. Bien que désignant à l'origine l'association, on emploie aujourd'hui ce terme principalement pour parler du connecteur développé par ce groupe de constructeurs.
Concrètement, c'est un connecteur doté de 56 broches (deux rangées de 28 broches), également appelé peigne JAMMA. Le principe consiste à enficher deux pièces l'une dans l'autre. Le connecteur femelle est le plus souvent de couleur bleu, caractéristique du JAMMA. Le connecteur mâle est quant à lui généralement intégré au système d'arcade.
Techniquement, le standard définit les connexions pour : deux joysticks à huit directions, deux boutons start et six boutons de contrôle (trois par joueur), le flux vidéo, l'alimentation électrique, ainsi que le support du son (mono).
Certaines autres connectiques ont été développées sur le modèle du JAMMA, mais comportant des fonctionnalités supplémentaires (plus de boutons de contrôles par exemple). En outre, le JAMMA a connu une évolution appelée JAMMA+ dont l'intérêt principal est de pouvoir connecter jusqu'à 5 boutons par joueur (X2).
Le JAMMA n'est plus aussi répandu et utilisé que durant le formidable essor qu'a connu l'arcade, d'autres formats de connectique comme le JVS ont vu le jour, plus adéquates aux capacités des systèmes d'arcade modernes.

## Adaptateur JAMMA

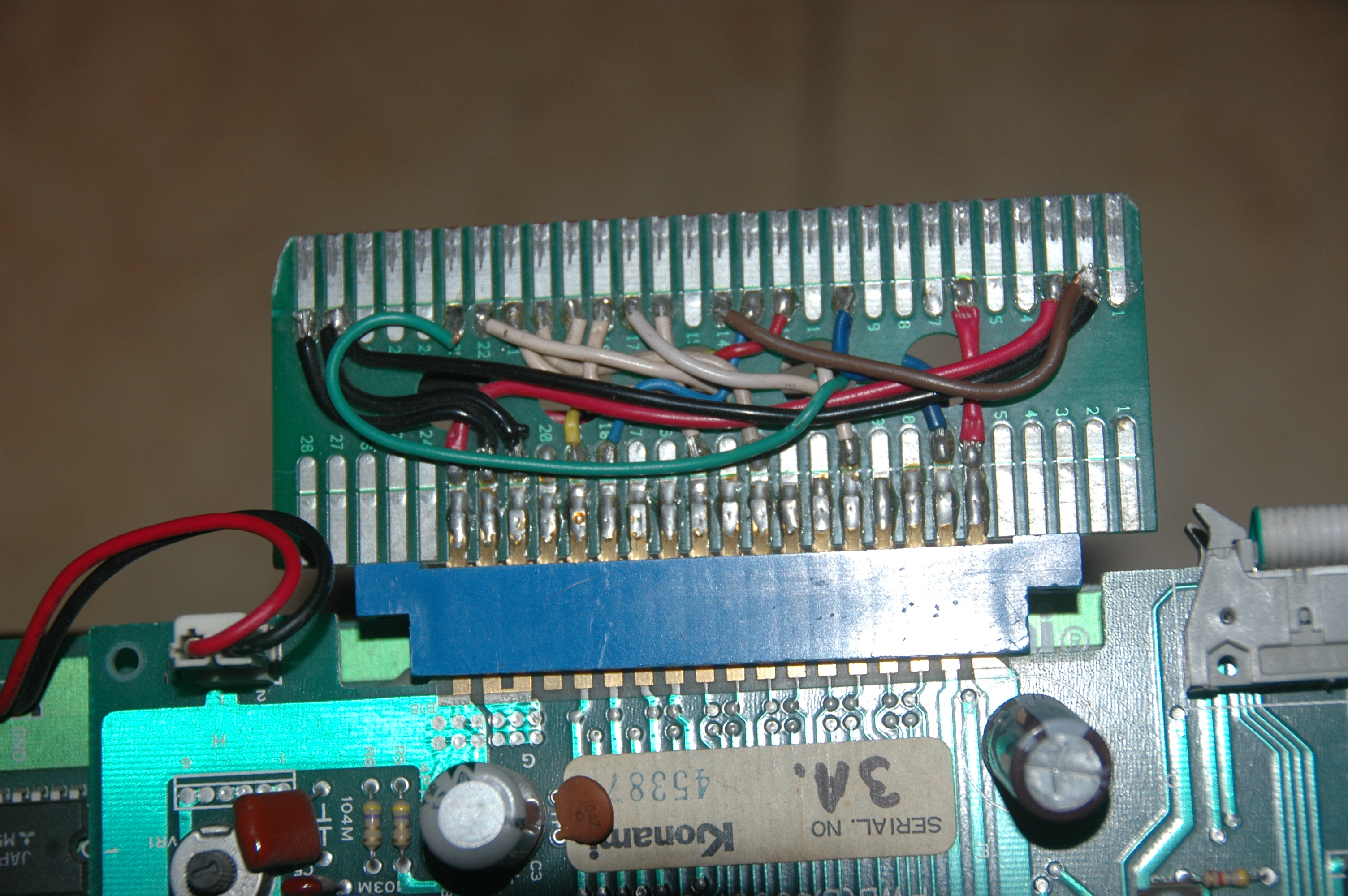
Un adaptateur JAMMA :
Le peigne, en bleu, et le Fingerboard, branchés pour rétablir la connexion JAMMA.

Il existe différents types de connecteurs, ils diffèrent essentiellement au niveau du nombre de leurs broches, variant d'une dizaine à une trentaine. Il est possible de brancher la quasi-totalité des systèmes et des bornes entre eux par le biais d'adaptateurs, aussi bien le JAMMA vers d'autres connectiques, que d'autres connectiques vers le JAMMA.
Un adaptateur est constitué d'un peigne JAMMA couplé à une petite pcb générique appelée Fingerboard, le but de l'opération étant de faire coïncider les connexions.
Il est également possible de brancher des consoles de salon grâce à des adaptateurs, disponibles dans le commerce ou fabriqués soi-même, permettant de jouer sur une borne au format JAMMA.

## Les connexions
| Jamma             | Jamma        | Jamma          | Jamma             |
| Côté soudure      | Côté soudure | Côté Composant | Côté Composant    |
| ----------------- | ------------ | -------------- | ----------------- |
| Masse             | A            | 1              | Masse             |
| Masse             | B            | 2              | Masse             |
| + 5 volts         | C            | 3              | + 5 volts         |
| + 5 volts         | D            | 4              | + 5 volts         |
| - 5 volts         | E            | 5              | - 5 volts         |
| + 12 volts        | F            | 6              | + 12 volts        |
| Détrompeur        | H            | 7              | Détrompeur        |
| Compteur 2        | J            | 8              | Compteur 1        |
| Lock out 2        | K            | 9              | Lock out 1        |
| Haut-parleur -    | L            | 10             | Haut-parleur +    |
| Non utilisé       | M            | 11             | Non utilisé       |
| Vidéo vert        | N            | 12             | Vidéo rouge       |
| Synchrone vidéo   | P            | 13             | Vidéo bleu        |
| Bouton service    | R            | 14             | Masse vidéo       |
| Bouton tilt       | S            | 15             | Bouton test       |
| Crédit 2          | T            | 16             | Crédit 1          |
| Jouer 2           | U            | 17             | Jouer 1           |
| Haut joueur 2     | V            | 18             | Haut joueur 1     |
| Bas joueur 2      | W            | 19             | Bas joueur 1      |
| Gauche joueur 2   | X            | 20             | Gauche joueur 1   |
| Droite joueur 2   | Y            | 21             | Droite joueur 1   |
| Bouton 1 joueur 2 | Z            | 22             | Bouton 1 joueur 1 |
| Bouton 2 joueur 2 | a            | 23             | Bouton 2 joueur 1 |
| Bouton 3 joueur 2 | b            | 24             | Bouton 3 joueur 1 |
| Non utilisé       | c            | 25             | Non utilisé       |
| Non utilisé       | d            | 26             | Non utilisé       |
| Masse             | e            | 27             | Masse             |
| Masse             | f            | 28             | Masse             |

| Jamma+            | Jamma+       | Jamma+         | Jamma+            |
| Côté soudure      | Côté soudure | Côté Composant | Côté Composant    |
| ----------------- | ------------ | -------------- | ----------------- |
| Masse             | A            | 1              | Masse             |
| Masse             | B            | 2              | Masse             |
| + 5 volts         | C            | 3              | + 5 volts         |
| + 5 volts         | D            | 4              | + 5 volts         |
| - 5 volts         | E            | 5              | - 5 volts         |
| + 12 volts        | F            | 6              | + 12 volts        |
| Détrompeur        | H            | 7              | Détrompeur        |
| Compteur 2        | J            | 8              | Compteur 1        |
| Lock out 2        | K            | 9              | Lock out 1        |
| Haut-parleur -    | L            | 10             | Haut-parleur +    |
| Masse audio       | M            | 11             | Audio +           |
| Vidéo vert        | N            | 12             | Vidéo rouge       |
| Synchrone vidéo   | P            | 13             | Vidéo bleu        |
| Bouton service    | R            | 14             | Masse vidéo       |
| Bouton tilt       | S            | 15             | Bouton test       |
| Crédit 2          | T            | 16             | Crédit 1          |
| Jouer 2           | U            | 17             | Jouer 1           |
| Haut joueur 2     | V            | 18             | Haut joueur 1     |
| Bas joueur 2      | W            | 19             | Bas joueur 1      |
| Gauche joueur 2   | X            | 20             | Gauche joueur 1   |
| Droite joueur 2   | Y            | 21             | Droite joueur 1   |
| Bouton 1 joueur 2 | Z            | 22             | Bouton 1 joueur 1 |
| Bouton 2 joueur 2 | a            | 23             | Bouton 2 joueur 1 |
| Bouton 3 joueur 2 | b            | 24             | Bouton 3 joueur 1 |
| Bouton 4 joueur 2 | c            | 25             | Bouton 4 joueur 1 |
| Bouton 5 joueur 2 | d            | 26             | Bouton 5 joueur 1 |
| Masse             | e            | 27             | Masse             |
| Masse             | f            | 28             | Masse             |